# Přemysl Otakar Špidlen
Přemysl Otakar Špidlen (18. června 1920, Praha, Československo – 6. ledna 2010, Praha, Česko) byl český mistr houslař, třetí pokračovatel houslařského rodu Špidlenů. V mládí se také věnoval lyžování, ve kterém po druhé světové válce reprezentoval Československo. Hru na housle vystudoval na Pražské konzervatoři.
Výrobě viol a houslí se naučil od svého otce Otakara Františka Špidlena (1896–1958), jeho dědečkem byl houslista a houslař František Špidlen, houslařství se věnuje i jeho jediný syn Jan Baptista Špidlen, v tradici rodu pokračuje i jeho vnuk.
Jejich rodinný ateliér se nachází v Jungmannově ulici na Novém Městě pražském.

## Významní houslisté hrající na Špidlenky
- Josef Suk mladší
- Pavel Šporcl
- Štěpán Pražák